# Heterotheca subaxillaris
Heterotheca subaxillaris là một loài thực vật có hoa trong họ Cúc. Loài này được (Lam.) Britton & Rusby mô tả khoa học đầu tiên năm 1887.